# Slovenska krajina (Ogrska)
Slovenska krajina (madžarsko: Vendvidék, Szlovenszka krajina, Szlovén krajina; tudi Slovenska okroglina) je bilo poimenovanje slovensko govorečega območja Železne in Zalske županije v Kraljevini Ogrski do podpisa trianonske pogodbe 4. junija 1920. 

## Slovenska okroglina
Od 10. stoletja je bilo področje med Muro in Rabo del Kraljevine Ogrske. Večina področja je sodila pod (kasnejšo) Železno županijo, manjši del pa pod Zalsko županije. Slovani so živeli v zgodovinskih pokrajinah Dobrazemlja in Belmura. V 12. stoletju je gjurski škof osnoval dekanijo Tótság v Železni županiji (Tót v madžarščini pomeni Slovan). V 18. stoletju se je ime poslovenilo v Szlovenszka okroglina.

## Slovenska krajina
Leta 1777 je bila osnovana sombotelska škofija. Prvi škof János Szily je takrat osnoval Distrikt Vendvidék, ki so ga domačini poimenovali Slovenska krajina.

## Okrajni glavarji
Skozi zgodovino je bil sedež okraja vedno v kraju kjer je prebival plemiški sodnik oz. okrajni glavar (madž. szolgabiro lat. judex nobilium). Pri opravljanju nalog so mu pomagali namestniki orajnega glavarja oz. plemiškega sodnika (madž. alszolgabiro lat. vice judex nobilium), le tem pa sodniški prisedniki (madž. esküdt lat. jurassor). 
17. stoletje
- Peter pl. Babos

18. stoletje
- Pavel pl. Czigany
- Peter pl. Kregar
- Mihael pl. Szmodis

19. stoletje
- Mihael pl. Szmodis
- revolucionarno obdobje 1848 namesto okrajnega glavarja je službo opravljal vladni poverjenik Jožef pl. Berke
- v obdobju med revolucijo 1848 in ustavno dobo 1867 je bil okrajni glavar pl. Wimberszky
- Alojz pl. Keresztury

Z reorganizacijo županije, je Murska Sobota v 2. polovici 19. stoletja postala sedež mursko-soboškega okraja, ki ga je vodil višji okrajni glavar (madž. föszolgabiro):
Višji okrajni glavarji:
- Ludvik pl. Agustich (1871-1883)
- Geza pl. Ernuszt (1883-1885) (lastnik moravske graščine)
- Ponkracij pl. Posfay (1885-1914)
- Pavel pl. Horvath ml. (1914-1924)

Okrajni glavarji:
- Pokracij pl. Posfay (1877-1885)
- Jenö Csorna (1885-1899)
- Elek pl. Sinkovich (1895-1905)
- Gustav pl. Pósfay (1905)
- Pavel pl. Horvath ml. (1905-1914)

## Zahteve po avtonomiji
Leta 1918, z razpadom Avstro-Ogrske, so bili slovenski politiki v Slovenski krajini pred odločitvijo ali naj ostanejo del novo nastale Madžarske, naj ostanejo samostojni (Republika Slovenska krajina) ali pa se pridružijo novo nastali Državi Slovencev, Hrvatov in Srbov.
Madžarski voditelji so bili naklonjeni široki avtonomiji Slovenske krajine, tako je Jožef Klekl z drugimi politiki razdelal program avtonomije. Po izbruhu revolucije na Madžarskem pa se je stanje povsem spremenilo. Po kratkotrajni Murski republiki (od 29. maja 1919 do 6. junija 1919) je vojska Kraljevine SHS z mednarodnim mandatom prevzela nadzor nad področjem Prekmurja.
Klekl je leta 1920 javno zastopal program prekmurske avtonomije zaradi gospodarskih, jezikovnih, verskih in drugih posebnosti. Neznan avtor je zapisal v uvodniku Novine: Nikdar ne pozabimo svojega programa, šteri šče siromaka delavca, kmeta podpirati, ne pa velike kapitaliste, verižnike. Nikdar ne odstopimo od svoje zahteve, štera šče vsem veroizpovedim, katoličanom ino evangeličanom zasigurati versko slobodo i nikdar za pravo ne spoznamo tisto sokolsko vzgojo štera trga vero iz srca dece. Avtonomijo… Prekmurske županije, s posebnimi predpravicami, enakopravnost, našega domačega jezika, dokeč ne postane zglajeni književni jezik. Zahteve je odklonil beograjski parlament.
S podpisom trianonske pogodbe, 4. junija 1920 je devet slovenskih vasi v okolici Monoštra ostalo na Madžarskem, ostale vasi Slovenske krajine  pa so bile priključene h Kraljevini Srbov, Hrvatov in Slovencev. Pokrajina med državno mejo in Muro je dobila ime Prekmurje, med državno mejo in Rabo pa Porabje.